# تويجية حديثة منقطة
تويجية حديثة منقطة (الاسم العلمي: Neopetalia punctata)، نوع من اليعاسيب أحادي الجنس والفصيلة (تويجيات حديثة).
إنه مستوطن في الأرجنتين وتشيلي.